# Анатексис

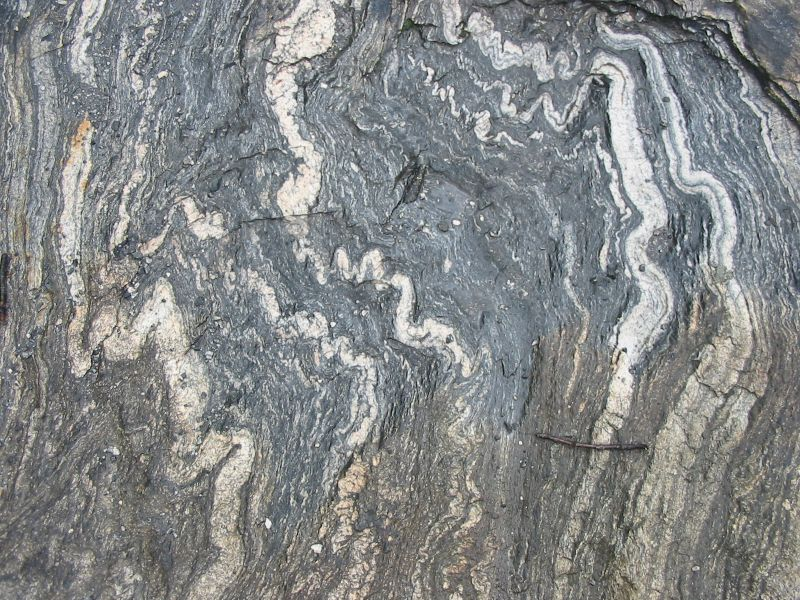
Проявление анатексиса в структуре мигматита

Анате́ксис (греч. άνά (ана) — вверх, в высшей степени + греч. τηξις (таксис) — расплавление) — процесс селективного или полного плавления не магматических породных тел, развивающийся в условиях высоких температур и давлений. Аналогичные процессы с породными телами, до этого уже находившимися в состоянии расплава, называются палингенез.

## Общая информация
Впервые представление об анатексисе было разработано в 1907 году финским геологом и петрографом Я. И. Седерхольмом. Оно предполагает региональное переплавление, сочетающее высокотемпературное метасоматическое замещение исходных пород и последующее выплавление из изменённой породы, низкотемпературных эвтектических расплавов. Результатом этих процессов является приобретение различным по составу исходным материалом единого минерального состава — состава гранитов.
В научный оборот термин анатексис ввёл Э. Вейншенк (англ. E. Weinschenk) в 1907 году, как синоним регионального переплавления, в процессе которого регенерированные породы могли получать эруптивную структуру. Я. И. Седерхольм образования таких пород обозначал термином палингенез. В настоящее время под анатексисом понимают процесс переплавления твердых пород, до этого не находившихся в состоянии расплава, а термин палингенез используют для обозначения процесса переплавки расплава, то есть переплавления первично-магматических пород или пород, прошедших стадию плавления ранее.

## Процесс анатексиса
Анатексис протекает при магматическом замещении различных породных тел под воздействием глубинных трансмагматических растворов, первоначально подвергаясь метаморфизму, затем высокотемпературному метасоматозу (гранитизация) и, наконец, превращаясь в магму. Подобный, гранитоидный анатексис протекает на глубине 10-20 километров в пределах континентальной коры для пород, содержащих полевой шпат и кварц, при температурах 665—740 °C. B основании литосферы или в астеносфере, в условиях мантии анатексис проходит c образованием базальтоидных, андезитовых и щелочных магм.

### Роль воды в прохождении анатексиса
Было установлено, что содержание воды в расплавляемых гранитных системах существенно влияет на температуру их плавления. Эта зависимость обратно пропорциональная. То есть, при низком водосодержании требуются более высокие температуры.

## Примеры результатов анатексиса
Типичными примерами результатов анатексиса являются, переплавленные гранитные породные тела (частично расплавленные глинозёмистые фрагменты континентальной коры), базальты, мигматиты. При этом, как правило, переплавленные гранитные породные тела содержат ксенолиты метаморфических или осадочных породных тел, включённые в магму во время её подъёма или застывания.